# André Jacques
André Jacques CICM (* 3. September 1908 in Robelmont, Gemeinde Meix-devant-Virton, Belgien; † 3. Juli 1997) war ein belgischer Ordensgeistlicher und römisch-katholischer Bischof von Boma.

## Leben
André Jacques trat der Ordensgemeinschaft der Kongregation vom Unbefleckten Herzen Mariens bei und empfing am 19. August 1934 das Sakrament der Priesterweihe. 
Am 23. Dezember 1950 ernannte ihn Papst Pius XII. zum Titularbischof von Ingila und zum Apostolischen Vikar von Boma. Der Bischof von Namur, André Marie Charue, spendete ihm am 11. April 1951 die Bischofsweihe; Mitkonsekratoren waren der Bischof von Tournai, Charles-Marie Himmer, und der Koadjutorbischof von Luxemburg, Léon Lommel.
André Jacques wurde am 10. November 1959 infolge der Erhebung des Apostolischen Vikariats Boma zum Bistum erster Bischof von Boma. Am 9. Februar 1967 nahm Papst Paul VI. das von Jacques vorgebrachte Rücktrittsgesuch an und ernannte ihn zum Titularbischof von Manaccenser. André Jacques verzichtete am 20. September 1976 auf das Titularbistum Rusibisir.
Jacques nahm an allen vier Sitzungsperioden des Zweiten Vatikanischen Konzils teil.